# Samaco Latina
Samaco Latina es una localidad peruana ubicada en el distrito de Ayabaca, perteneciente a la provincia homónima del departamento de Piura, al norte del Perú. 

## Ubicación
Samaco Latina se ubica al noreste de la provincia de Ayabaca, en el distrito de Ayabaca, en el departamento de Piura.

## Demografía
En 2017 Samaco Latina tenía una población de 38 habitantes.
| Gráfica de evolución demográfica de Samaco Latina entre 1993 y 2017 |
|                                                                     |
| Fuentes: Población 1993 y 2017                                      |